# Manasa
Manasa is een nagar panchayat (plaats) in het district Neemuch van de Indiase staat Madhya Pradesh. 

## Demografie
Volgens de Indiase volkstelling van 2001 wonen er 22.622 mensen in Manasa, waarvan 51% mannelijk en 49% vrouwelijk is. De plaats heeft een alfabetiseringsgraad van 68%. 